# Németh János (szobrász)
Németh János (Zalaegerszeg, 1934. március 16.–) a Nemzet Művésze címmel kitüntetett, Kossuth-díjas magyar szobrász, keramikus. Művészetére erőteljesen hatott a göcseji népi fazekasság szellemisége és formavilága. Alkotásainak anyaga jellemzően agyagmázas samott. Legjelentősebb alkotásai az épületekhez kötődő kerámia relief-ek (faliképek), illetve kerámia domborművek. Az AIC és a Hungária 24 művészcsoportok tagja.

## Művészi életútja
Régi, neves "agyagos" családba született. Nagyapja kályhásmester volt, a nála szerzett tapasztalatok alapján írta le Malonyay Dezső a múlt század elején híres néprajzkönyvében a cserépkályha készítésének folyamatát. Apja és nagybátyja is az agyagiparban dolgozott, így természetes volt, hogy a fiatal János már korán érdeklődni kezdett a mesterség fortélyai iránt. 1953-ban került az Iparművészeti Főiskola kerámiai tanszékére, ahol Borsos Miklós és Gádor István tanítványa volt. Diplomamunkája, a Háry János c. színes mázas kerámia cégér. 
Tanulmányai befejeztével, 1958-ban visszatért szülővárosába, és a Zalakerámia gyáregységében kezdett dolgozni. Művészi útkeresésében szerepet kapott a tervezői munka, hiszen szerinte, aki oklevelet kap, még nem művész. 1961-ben Zalaegerszegen rendezte első kiállítását, melyen szerepelt a főiskolán készült Vörös kakas c. korongozott szobra, melyet a szakmai közvélemény első fő művének tart. Első nagy megbízatása a Harkányfürdőn 1970-ben felállított, 35 négyzetméteres samott dombormű volt, amit az évek során tárlatok, köztéri művek, utazások követtek. Első külföldi útja Olaszországba vezetett ahol a reneszánsz kerámia alkotásai mellett az etruszk agyagszobrok nyűgözték le: "Robbia előtt fejet hajtottam, de előttük letérdeltem.". 
A nemzetközi kerámia-találkozókon több alkalommal szerzett rangos elismerést magának és hazájának. Litvániai, csehországi és romániai szakmai útjait hazai és nemzetközi kiállítások sora követte. a Ljubljanai magyar nagykövetségre készült szobra után sokasodtak itthoni (Szombathely, Hévíz, Zalaegerszeg, Vonyarcvashegy, Nemesgulács, Galgamácsa), közterületen elhelyezett művei. Állandó építész munkatársával, barátjával, Szerdahelyi Károllyal Százhalombattán felállították monumentális Csodaszarvas legenda című domborművét. Fontos állomása pályájának, hogy 2010-ben önálló, állandó kiállítása nyílt Zalaegerszegen a Göcseji Múzeumban. Németh János a folklór gyökereiből repíti fel munkásságát az autonóm grand art magasságába. Szobrászatának tüneményes, ironikus atmoszférája természetesen következik figurái, állatai anatómiai "elmintázásának" arányaiból. Épületplasztikái, domborművei életművének esszenciáját adják. A művész tucatnyi díjban, elismerésben részesült: megkapta a Magyar Köztársasági Érdemrend Lovagkeresztje kitüntetést, odaítélték neki a Munkácsy-díjat, 2014-ben elnyerte a Kossuth-díjat és a Nemzet Művésze megtisztelő címet.

### Az alakos kerámiák

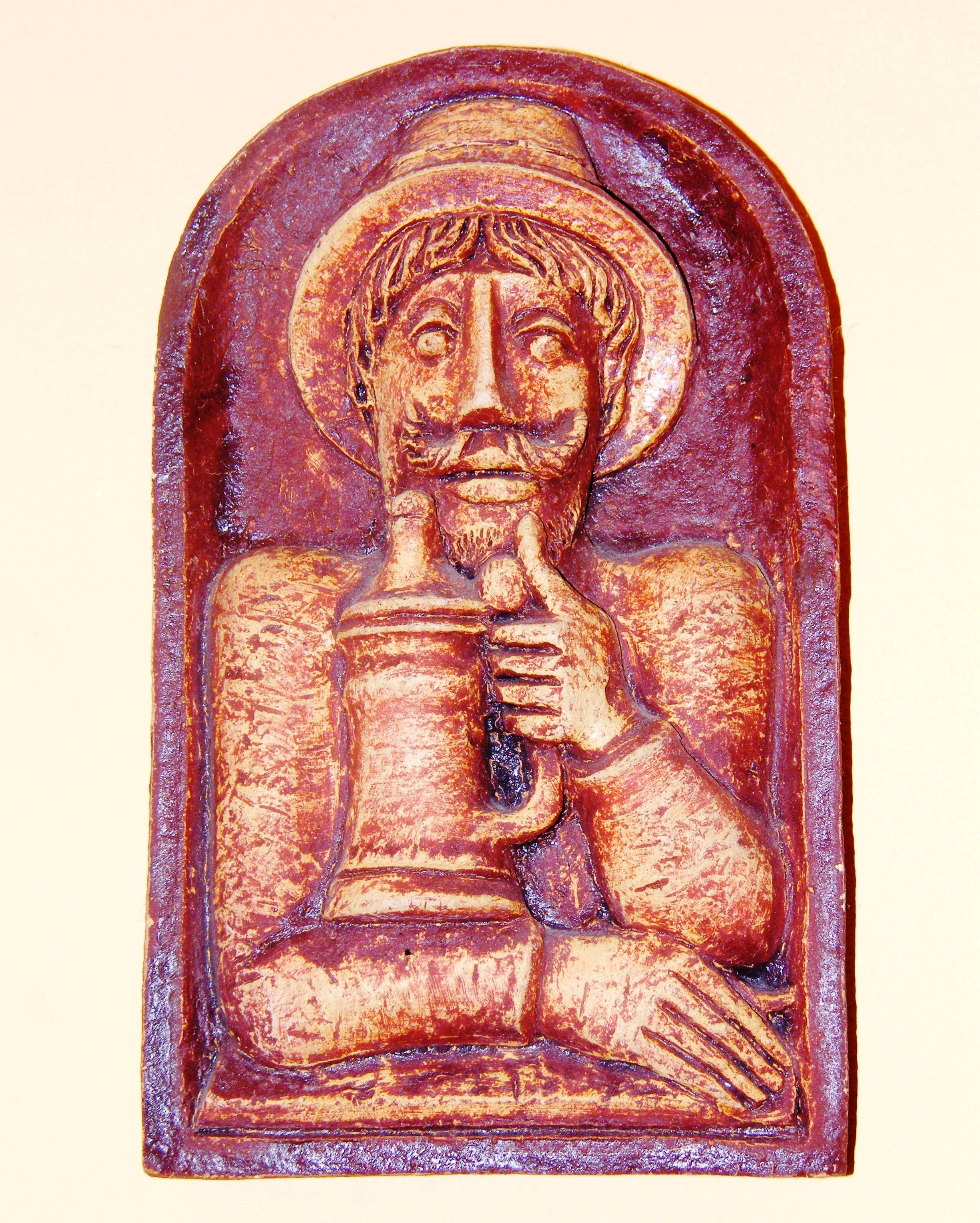
Németh János Búsuló paraszt című műve

A családi hagyományok, a fazekas élet emlékei állandó ihletői. Az „Öreg fazekas”-ban nagyapjának állított emléket, ezért figurájának karakter- hitelességére is ügyelt. A „Korongos”-ban már kevésbé kötötték a hagyományok, a figura mozgalmasságára, dinamikájának kifejezésére is törekedett.
Művészetében azok a vonások erősödtek fel, melyekkel aztán el is kötelezte magát: nem a szobrászi megoldás módszerei érdeklik, hanem a fazekaskoronggal való művészi átalakítás lehetőségei. Arra törekszik, hogy a látványt forgástestekből építse fel. Az ő útja is – miként a fejlődésé általában – az egyszerűtől a bonyolult felé haladt. Az egyalakos figurákat két-, majd többalakos kompozíciók követték.

### Az alakos csempék
A Zalaegerszegi Kályhagyár tervezőjeként korán, már indulásakor, csempék tervezésével is foglalkozott. Alakos csempéin a gótika reminiszcenciái érződnek, de a kezdeti években még nem vitte át csempére a forgástestes figura-kialakítás módszerét.
Fejlődésének második szakaszát – kb. a 60-as évek közepét – a két technika szerencsés ötvöződése jellemzi. Ezzel a kifejezés olyan korlátlan lehetőségeit teremtette meg, melyekkel kevés keramikus dicsekedhet. Művészi világa kitágult. Míg egy- vagy kétfigurás kerámiái pusztán egy-egy mozdulat, állapot kifejezésére alkalmasak, a figurák halmozásával és a háttér színhelyet, illetve díszletet teremtő lehetőségével a komplexebb mondanivaló kifejezési lehetőségei is megteremtődtek. Ezzel ugyan túlment a népi fazekas művészet mondanivalójának hagyományos keretein, de a népművészetén – amely ennél lényegesen tágabb – belül maradt.

### Kerámia falképek
Újabb fejlődési szakaszát bizonyos intellektuális elmélyedés, az élet-, természet-, társadalom törvényszerűségeinek kutatására, értelmezésére és megmutatására való törekvés jellemzi: megragadni a rend lényegét, a törvényszerűségek meghatározottságát, s megfogalmazni mindezt a művészet nyelvén – a művészeti törvényszerűségek eszköztárával.
A XX. század utolsó évtizedeiben a fali kerámia sajátos stílusát alakította ki. Síkból kidomborodó alakjai, a fák, házak és más tájelemek mind-mind a látvány forgáselemekre redukált változatai. Ezzel az eljárással nemcsak fogalmazásmódja válik sommásabbá, összefoglalóvá, hanem – elemeinek korongoltsága következtében – sikerül a kerámia anyagszerűségén belül maradnia és alakjainak olyan kifejezést kölcsönözni, mely úgy népi, hogy egyben klasszikus is.
Nem lírikusként, hanem epikusként reagál az élet jelenségeire. Művészete nem pusztán a látvány pillanatnyi erejével bűvöl el, hanem összefüggéseket közöl, az események, történések között felsejlő ok-okozati kapcsolatok felderítésére ösztönöz.
A plasztikus falképek formájában találta meg gondolatainak legmegfelelőbb közlésmódját. Korongolt kis- és nagyplasztikái, vagy plasztikus falképei a valós élet tükröződései, bár munkái között a görög és római mitológiai figurák is egyaránt szerepelnek. Előadásmódja a klasszikus figurákon is megőrizte népies hangvételét. Állatfigurái sommás megfogalmazásuk ellenére anatómiailag hitelesek, bár érződik rajtuk, hogy alkotójuk a népművészet tradícióin nevelkedett.

## Művészetének értékei
A „művész” Németh János nagy vállalkozása, úgy tűnik, hogy sikerült. Kerámiáin a rend, a szigorú törvényszerűségek uralkodnak. A rend szerkezete, belső lényege, mélyének feltárása érdekli, bármi is legyen kerámiáinak témája. Művészetének sajátosan intellektuális vonása ez, jóllehet nem hanyagolja a művészi ábrázolás immanens törvényeit, de művészete nem redukálódik elvont tartalmak jelrendszerévé. Tiszteletben tartja a művészi szerkesztés, a kompozíció törvényeit, munkái összefogottak, tömören komponáltak.
”Kompozícióinak sajátos vonása a középpontúság, mellyel szinte kijelöli az ember helyét, a szélesen kitekintő, a titkokat, az ismeretlent feltáró emberét, aki tudatosan és felelősségteljesen, lehetőségének felismerése alapján, mindinkább előrehatolva a megismerésben, egyre nagyobb távlatokat tekint át és egyre mélyebbre lát. ..... Soha nem maradhat kívül, nem lehet magányos, mert sajátja az értelmes élet. Művészete a magány, az elszigeteltség értelmes tagadása. Ebben fejeződik ki a művész intellektuális humanizmusa és annak művészi szublimációja." (K.I.)
Németh János emberként és művészként az maradt, aminek a 60-as évek elején indult. A vidék, a hegyes-dombos zalai tájak szerelmese. Kerámiáin a vidéki élet szépségei tárulkoznak fel. Korongolt, figurális plasztikáin – akár embereket, akár állatokat ábrázol – megmutatkozik vidám, derűs egyénisége. A természeti formák ereje, szülőföldjének növény- és állatvilága – s az ezzel való bensőséges kapcsolat – eleve kizár látásmódjából minden ügyeskedést, epigonizmust. Formavilága számos asszociatív hozzáadás ellenére a természeti elemekből formálódik és alakul műalkotássá.
Kerámiáin ez a súlyos tartalom – talán éppen mert optimistán foglal állást az élet kérdéseiben – dekoratív, helyenként meseszerű – mondhatnók: anekdotázó – megfogalmazásban jut kifejezésre. Ez azonban nála nem a színekben és a könnyedségben mutatkozik meg, hanem mélyebb gyökerű. A rend ritmikája, harmóniája, a szerkezet, a törvényszerűség esztétikája, a szabályok szépsége az, amit kifejezésre juttat. A művész állásfoglalásának érzelmi vetülete: az értelmes élet öröme.

## Jelentős alkotásai
- Háry János 1958. Műv. tul.
- Kakas 1959. Iparművészeti Múzeum
- Nyár (relief)1972. Művész tulajdona
- Ősz (relief) 1972. Műv. tul.
- Pásztor (plasztika) 1972. Műv. tul.
- Busós korsó 1971. Műv. tul.
- Filozófusok (relief) 1967. Göcsej Múz.
- Kikötő tál 1970. Műv. tul.
- Dragonyos (relief) 1972. Műv. tul.
- Műlovarnő (Plasztika) 1973. Műv. tul.
- Teremtés (relief) 1973. Műv. tul.
- Trójai faló (plasztika) 1968. Műv. tul.
- Házaspár (kettős korsó) 1970. Műv. tul.
- Európa elrablása (plasztika) 1973. Műv. tul.
- Kanonok-korsó 1969. Műv. tul.
- Vénusz születése (relief) 1971 Műv. tul.
- Korpusz (fali plasztika) 1971. Műv. tul.

### Köztéri művei

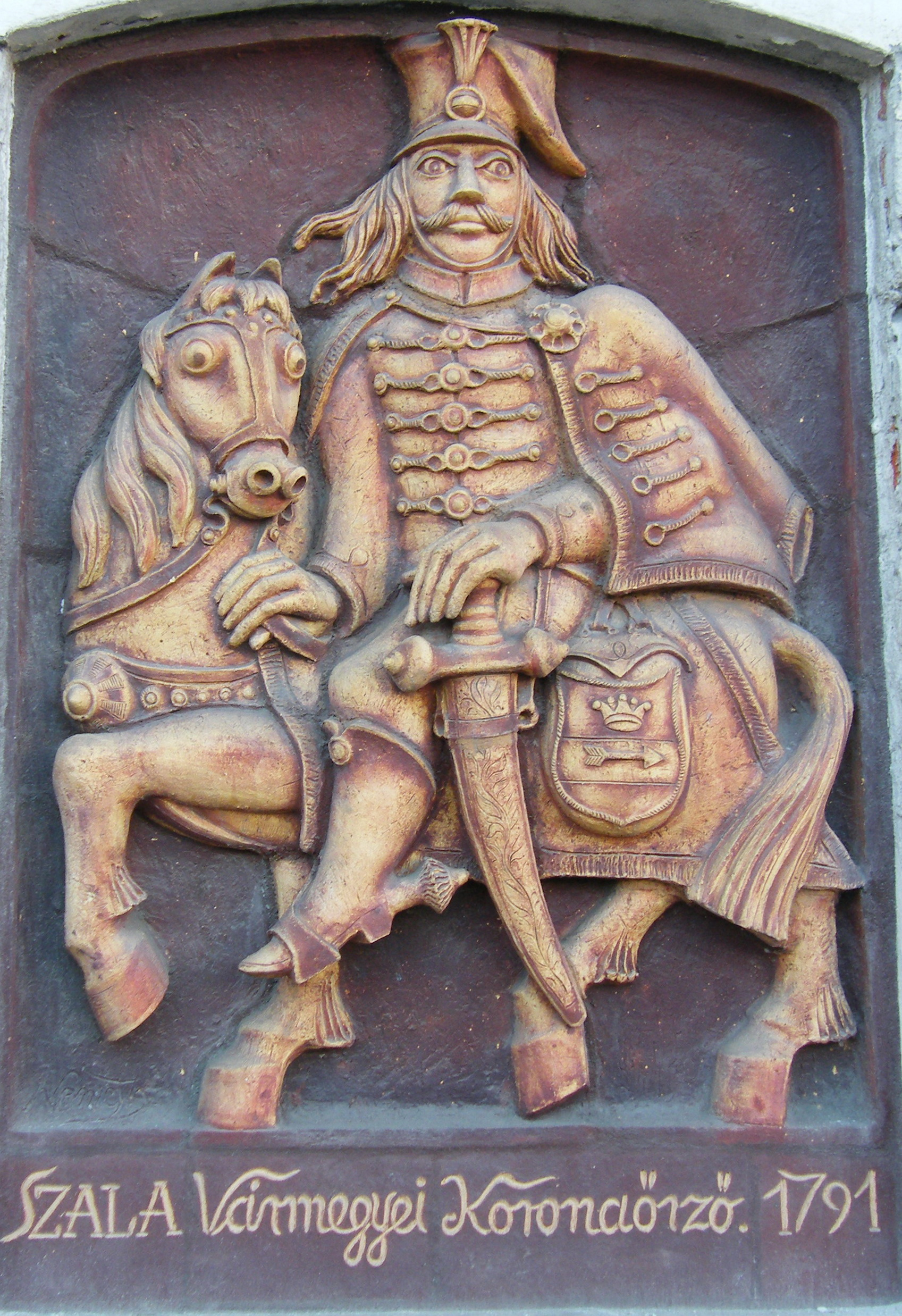
Szala vármegyei koronaőrző című műve a zalaegerszegi Kvártélyház utcafrontján

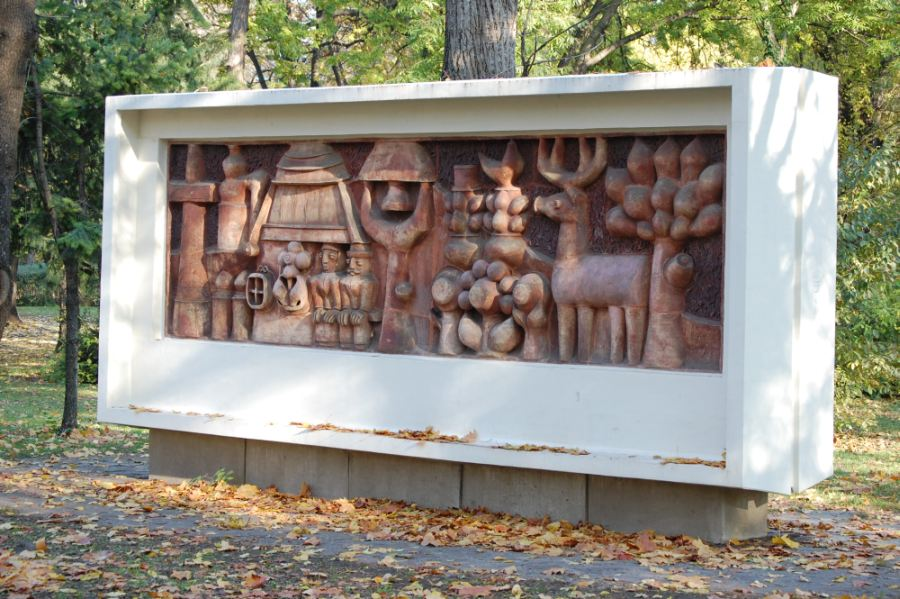
Göcsej című domborműve a budapesti Népligetben

- kerámia falikép (1960, Balatonföldvár, Iskola)
- kerámia falikép (1965, Szombathely, Egészségügyi Gyermekotthon)
- Megyetérkép (dombormű (1965, Rédics, határállomás)
- kerámiaoszlop (1965, Budapest, mezőgazdasági kiállítás. Elveszett, modellje a Göcseji Múzeum tulajdona))
- Az ördög szántotta hegy legendája (dombormű és plasztika (1969, Harkányfürdő)
- A víz mitológiája (dombormű, 1971, Zalaegerszeg, fedett uszoda)
- Lakodalmas menet (dombormű, 1972, Kenyeri, Művelődési Ház)
- Göcsej-dombormű (1973, Budapest, Népliget, Centenáriumi park)
- Búsuló juhász, (kerámiaplasztika 1974, Helsinki, Magyar Nagykövetség)
- A gyógyítás története (dombormű, 1975, Zalaegerszeg, Megyei Kórház)
- Dombormű (dombormű, 1976, Lenti, Művelődési Központ)
- dombormű (1976, Zalaegerszeg, Petőfi Laktanya, Csapat Művelődési Otthon)
- Neptun-kút (1979, Zánka, Úttörőváros, 2019-től Zalaegerszeg)
- térfal (1980, Nagykanizsa)
- Kecskés és Ökrös oszlop plasztika (1980, Kecskemét, Megyei Kórház)
- Négy évszak (dombormű 1981, Nagykanizsa, Művelődési Központ)
- Pásztor (térplasztika, 1981, Új-Delhi, Magyar Nagykövetség)
- Virágzás (kerámiakút, 1982, Zalakaros, Magyar Hajó- és Darugyár üdülője)
- Szülőföld (dombormű, 1983, Zalaegerszeg, Keresztury-ház)
- Föld és ég (díszkút, 1985, Nagyatád)
- dombormű (1986, Zalaegerszeg, Kígyó patika)
- Tondó szarvassal (dombormű, 1985, Lendva, Lipa Szálló)
- Legenda (dombormű, 1988, Zalaegerszeg, Kölcsey Gimnázium)
- dombormű (agyagmázas samott, 1990, Canberra, Magyar Nagykövetség)
- dombormű (1991, Hévíz, Hotel Carbona, gyógymedence)
- Elesettek emlékműve (mázatlan samott [Szerdahelyi Károllyal], 1991, Zalaszentiván)
- Életfa és Kinizsi Pál-dombormű (1992, Zalaegerszeg, Mezőgazdasági Szakiskola)  és
- Hadik Mihály-dombormű (1992, Lendva)
- Évszakok (agyagmázas samott dombormű, 1994, Budapest, Magyar Nemzeti Bank székház)
- Báthori István-dombormű (1994, Zalaegerszeg, Báthori u. 9.)
- Szent Rókus-dombormű (mázas kerámia, 1995, Zalaegerszeg, Postabank székház)
- Szent Rókus-dombormű (samott, 1996, Sopron, Táncsics Mihály u. 11., borozó)
- Zala vármegyei Koronaőrző. 1791 (dombormű, Zalaegerszeg, Kossuth u., 1997)
- Vándordeák (korongozott samott, Zalaegerszeg, Zrínyi Miklós Gimn., 1998)
- Balatoni halászok emlékműve (kerámiaplasztika, 1999, Vonyarcvashegy)
- Fürdőző I., Fürdőző II. (plasztika, Zalaegerszeg, Aquacity bejárata, 1999)  és
- A török elleni küzdelmek emlékműve (harangtorony térfallal, 2001, Zalaegerszeg, Rózsák tere)
- Csodaszarvas legenda, díszkút (díszfal, terv. Szerdahelyi Károly. 2001. Százhalombatta)
- Szent Mihály arkangyal (dombormű, 2001, Zalaszentmihály)
- Életfa – Keresztury emlékére, 2002, Nemesgulács Keresztury Dezső Ált. Iskola)
- Itthoni tájban – Sarlós Madonna (agyagmázas samott, dombormű, 2014, Zalaegerszeg, Mártírok útja, Keresztury Dezső szülőháza)
- Sárkányölő Szent György (agyagmázas samott dombormű, 2018, Zalaegerszeg, Zala Megyei Rendőrkapitányság)

## Egyéni és csoportos kiállításai
- 1960: Budapest, IV. Országos Iparművészeti Kiállítás
- 1960, 1967: Göcseji Múzeum, Zalaegerszeg
- 1961: Thury Gy. Múzeum, Nagykanizsa; Művelődési Ház, Veszprém
- 1967: Zalaegerszeg Önálló kiállítás
- 1969: Derkovits T., Budapest; TV Galéria; Nottingham; Rotterdam
- 1970: Képcsarnok, Zalaegerszeg; Pécs: II. Országos Kerámia Biennálé, Faenza: Nemzetközi Kerámia Biennálé
- 1971: Vilniusi Nemzetközi Biennálé; Faenza: Nemzetközi Biennálé
- 1973: Pécs: III. Országos Kerámia Biennálé, Siklós: Kerámia Szimpozion
- 1973: Csók Galéria; Göcseji Múzeum (Gyűjteményes K.), Zalaegerszeg
- 1975: Zwinger, Kőszeg; Művelődési Ház, Sopron
- 1976: Műcsarnok; Népház Galéria, Tatabánya
- 1982: Csepel Galéria; Vaszary Képtár, Kaposvár; Handwerkskammer, München; Városháza, Sommerhausen
- 1983: Lamberg-kastély, Mór
- 1984: Városi Könyvtár, Győr; Városi Hangverseny- és Kiállító terem, Zalaegerszeg
- 1984: Nemzetközi Kerámia Akadémia kiállítás sorozat, Washington
- 1985: Képtár, Nagykanizsa; Fészek Művészklub
- 1986: Várgaléria, Lendva; Kiállító terem, Muraszombat
- 1988: Budapest: Vigadó Galéria; Sárvár: Nádasdy-vár
- 1989: Reism., Mannheim; Városháza, Giengen
- 1993: Kiállító terem, Révfülöp
- 1994: Városi Hangverseny- és Kiállító terem, Zalaegerszeg; Kálmán I. Múzeum, Siófok
- 1995: Nagy Gyula Galéria, Várpalota; Csontváry T., Budapest; Gödöllői Galéria, Gödöllő
- 1996: Várgaléria, Laško; Városi Múzeum, Žalec
- 1997: Hevesi Sándor Művelődési Központ, Nagykanizsa; Palme H.; Városi Galéria, Tržič; Városi Galéria, Muraszombat
- 1998: Vaszary Képtár, Kaposvár
- 1999: Révfülöp, Tóparti Galéria; Szombathely, Médium Galéria
- 2001: Révfülöp, Tóparti Galéria; Veszprém, Mestermű Galéria
- 2002: Tihany, Bencés Apátság
- 2004: Zalaegerszeg, Városi Hangverseny- és Kiállítóterem, Keresztury ÁMK – Gönczi Galéria
- 2005: Krosno (Lengyelország) Muzeum Rzemiosla w Krosne
- 2006: Krakkó (Lengyelország) Magyar Intézet
- 2007: Marosvásárhely (Románia), Bernády-ház; Sepsiszentgyörgy (Románia), Székely Nemzeti Múzeum, Sepsiszentgyörgy, Gyárfás Jenő Képtár
- 2008: Keszthely, Balatoni Múzeum
- 2008: Vitalitas Galéria, Szombathely
- 2009: Székesfehérvár, Szent Korona Galéria
- 2009: Zalaegerszeg, Keresztury VMK – Gönczi Galéria
- 2014: Várpalota, Thury-vár
- 2015: Kecskemét, Népművészetek Háza
- 2016 Budapest, Vigadó Galéria: "Föld-Ember"
- 2019: Zalaegerszeg, Városi Hangverseny- és Kiállítóterem: Németh János 85
- 2010. május 13-án alkotásaiból állandó kiállítás nyílt Zalaegerszegen, a Göcseji Múzeumban

## Kitüntetések, díjak
- 1968: I. Országos Kerámia Biennálé, Pécs, III. díj
- 1970: Munkácsy Mihály-díj
- 1970: Nemzetközi Kerámia Biennálé diploma, Vallauris. (A zsűri tagja volt Picasso is.)
- 1970: Elismerő Diploma Faenza
- 1973: SZOT-díj
- 1975: Zalaegerszeg, Pro Urbe érem
- 1978: Érdemes művész
- 1980: Kulturális Minisztérium nívódíja
- 1981: Művészeti Alap díja
- 1984: Nemzetközi Kerámia Akadémia tagja
- 1994: Magyar Keramikusok Társasága díja
- 1994: Zalaegerszeg Város Díszpolgára
- 1996: Gádor István-díj
- 2008: A Magyar Köztársasági Érdemrend lovagkeresztje
- 2013: Magyar Művészeti Akadémia tagja
- 2014: Kossuth-díj
- 2014: A Nemzet Művésze
- 2014 Zala megye díszpolgára